# Porchefontaine
 (mars 2015).
Si vous disposez d'ouvrages ou d'articles de référence ou si vous connaissez des sites web de qualité traitant du thème abordé ici, merci de compléter l'article en donnant les références utiles à sa vérifiabilité et en les liant à la section « Notes et références ».
Porchefontaine est un quartier dans le sud-est de Versailles, dans le département français des Yvelines. 
À l'origine quartier ouvrier de type pavillonnaire construit à la périphérie de la ville, en bordure de la forêt de Meudon, le quartier s'est embourgeoisé dans les années 1970 et compte aujourd'hui environ 15 000 habitants, nommés les Porchifontains.

## Toponymie
Étienne Porcher au XIVe siècle incorpore son propre nom à celui de son manoir : c'est Porchefontaine, à Versailles.
Son nom est intimement lié à la forte présence de marécages, ultérieurement transformés en étangs puis comblés, aujourd'hui encore évoqués par la dénomination de certaines rues liées à ce passé telles que la rue de l'Étang, les lieux-dits la Sablière et la Fontaine des Nouettes, la rue Jean-de-La-Fontaine, aujourd'hui en référence au célèbre fabuliste, mais qui initialement s'appelait, plus prosaïquement, rue de la Fontaine[réf. nécessaire].

## Histoire

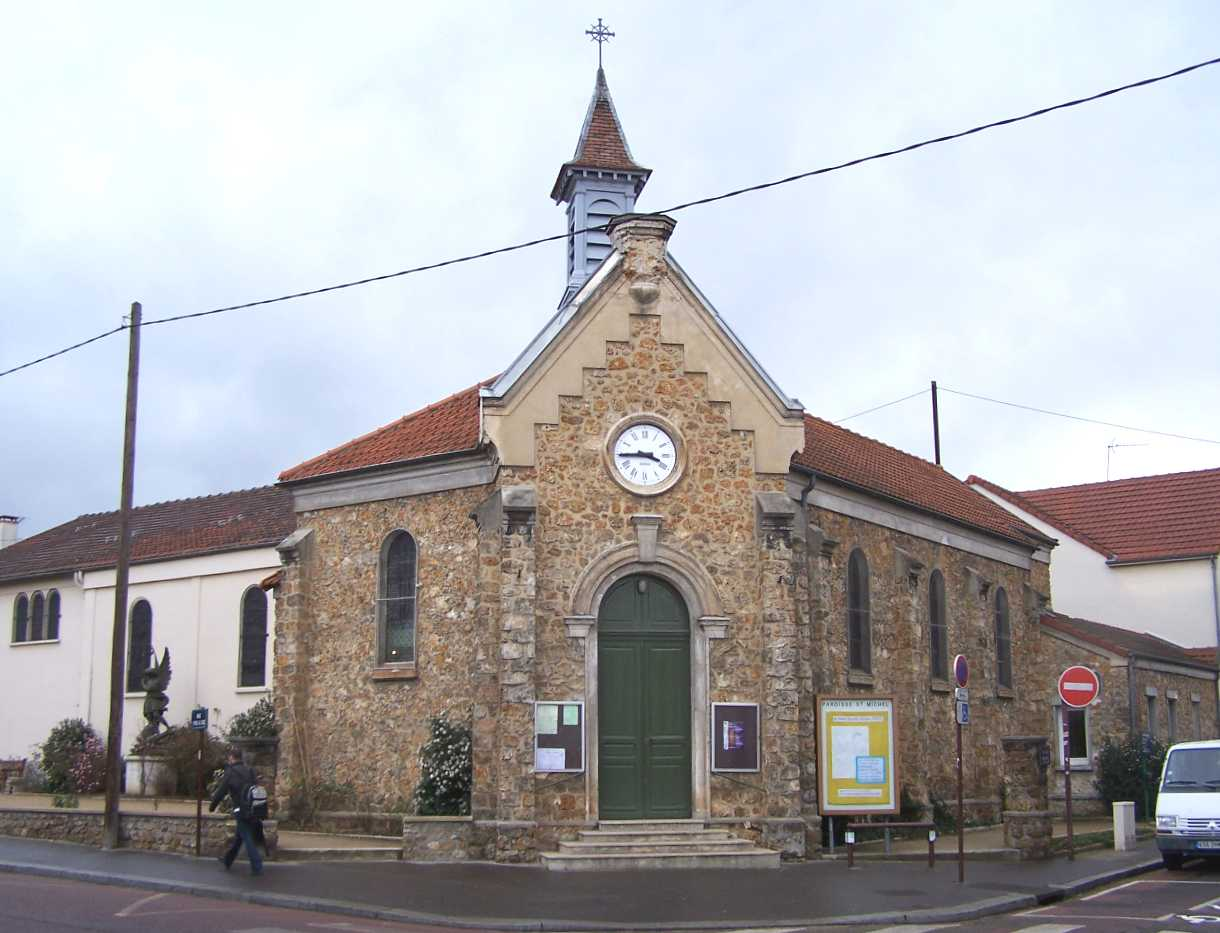
L'église Saint-Michel, angle des rues Yves-Le-Coz et des Célestins, construite en pierre meulières du quartier en 1908.

Les sols sont essentiellement composés de marnes, de sables et de pierres meulières qui ont longtemps été utilisées comme pierre à bâtir : nombre de résidences ainsi que l'église paroissiale Saint-Michel en sont constituées.
Construit tardivement, le quartier n'a pas connu des évènements historiques tels qu'ont pu en connaître d'autres quartiers plus anciens de Versailles.
Au cours du XIVe siècle, la terre de Porchefontaine fut divisée en plusieurs parties. Le roi Charles V en devint seul propriétaire et, le 11 septembre 1370, vendit le manoir à l'épicier Sicart Raoul, bourgeois de Paris, lequel le vendit, le 22 avril 1373, à Pierre de Bournazel [alors chevalier, conseiller et maître des requêtes de l'hôtel du roi].

### Château fort au Moyen Âge

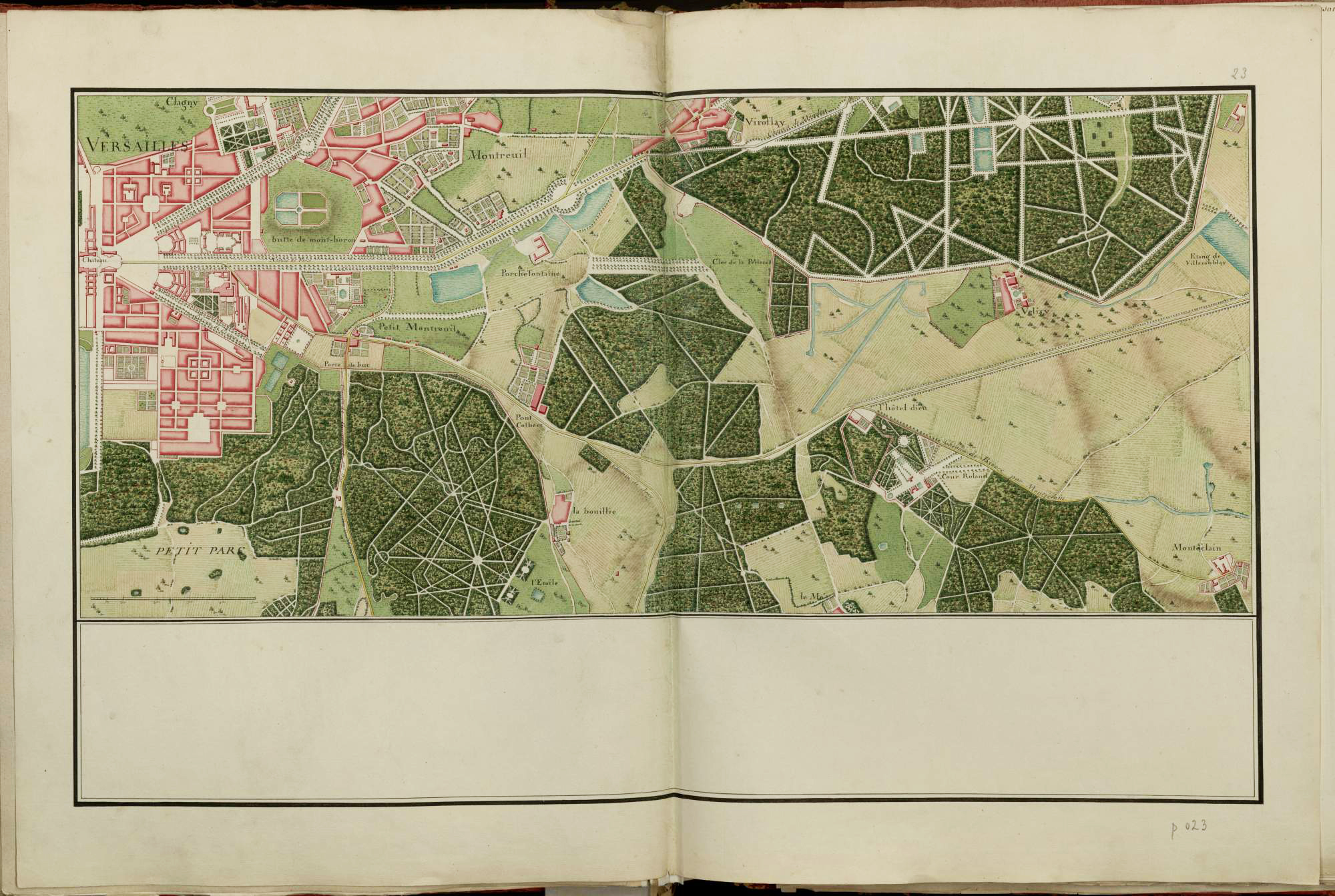
Porchefontaine sur la planche de l'Atlas de Trudaine consacrée à Versailles, XVIIIe siècle (Archives nationales).

Un château fort fut édifié à partir de 1373 par le seigneur de Porchefontaine, Pierre de Bournazel. Pierre Bournaseau, rase l'ancien château, et en quatre ans de 1373 à 1377 construit un nouveau château avec neufs tours et fossé de cuves. Pierre Bournaseau lui donne le nom de Bellefontaine, fait construire un barrage pour alimenter les fossés et canalise pas moins de six étangs. Devenu maître de requêtes, conseiller et ambassadeur du roi Charles V, le roturier est anobli en s'appelant désormais Pierre de Bournasel. Ce bâtiment est décrit comme étant « un moult beau chastel avec neuf tours couvertes d'ardoises et fossés à fond de cuve ; autour, colombier, étang et plusieurs autres édifices »[réf. nécessaire]. Pierre de Bournazel mourut peu avant le 12 août 1384 et, en tant qu'exécuteurs de son testament, Audouin Chauveron [prévôt de Paris], Jean Chauveron (frère d'Audouin), Jean de Bournazel, prieur de Chartres, frère du défunt, et Jean Tabari, évêque de Thérouanne, vendirent, devant deux notaires du Châtelet de Paris, « le chastel et forteresse » de Porchefontaine (et d'autres propriétés) à Simon Cramaud, évêque de Poitiers, le 2 janvier 1387. Simon Cramault les vendit, le 21 septembre 1389 à Pierre de Craon. Celui-ci tenta vainement d'assassiner Olivier de Clisson, connétable de France, en 1392, échec qui l'obligea à se réfugier en Bretagne, auprès du duc Jean IV. Tous ses biens en Île-de-France furent saisis après sa fuite, et le château de Porchefontaine fut entièrement détruit « rez de pied et rez terre ». Il ne reste donc rien de cet édifice seulement connu grâce aux archives royales contemporaines des règnes de Charles V et Charles VI. La terre de Porche-Fontaine, près de Versailles fut donnée par Louis Ier d'Orléans, fils du roi Charles V au couvent des Célestins de Paris

### Création de l'hippodrome
Un hippodrome accueillit des courses hippiques et plusieurs carrousels de 1864 à 1870. La brièveté de son existence est due à la guerre franco-prussienne de 1870 qui mit prématurément fin à son activité. Pour l'anecdote, les tribunes étaient desservies par la rue dite à l'époque des Tribunes, aujourd'hui rue Albert-Sarraut.

### Développement du bourg

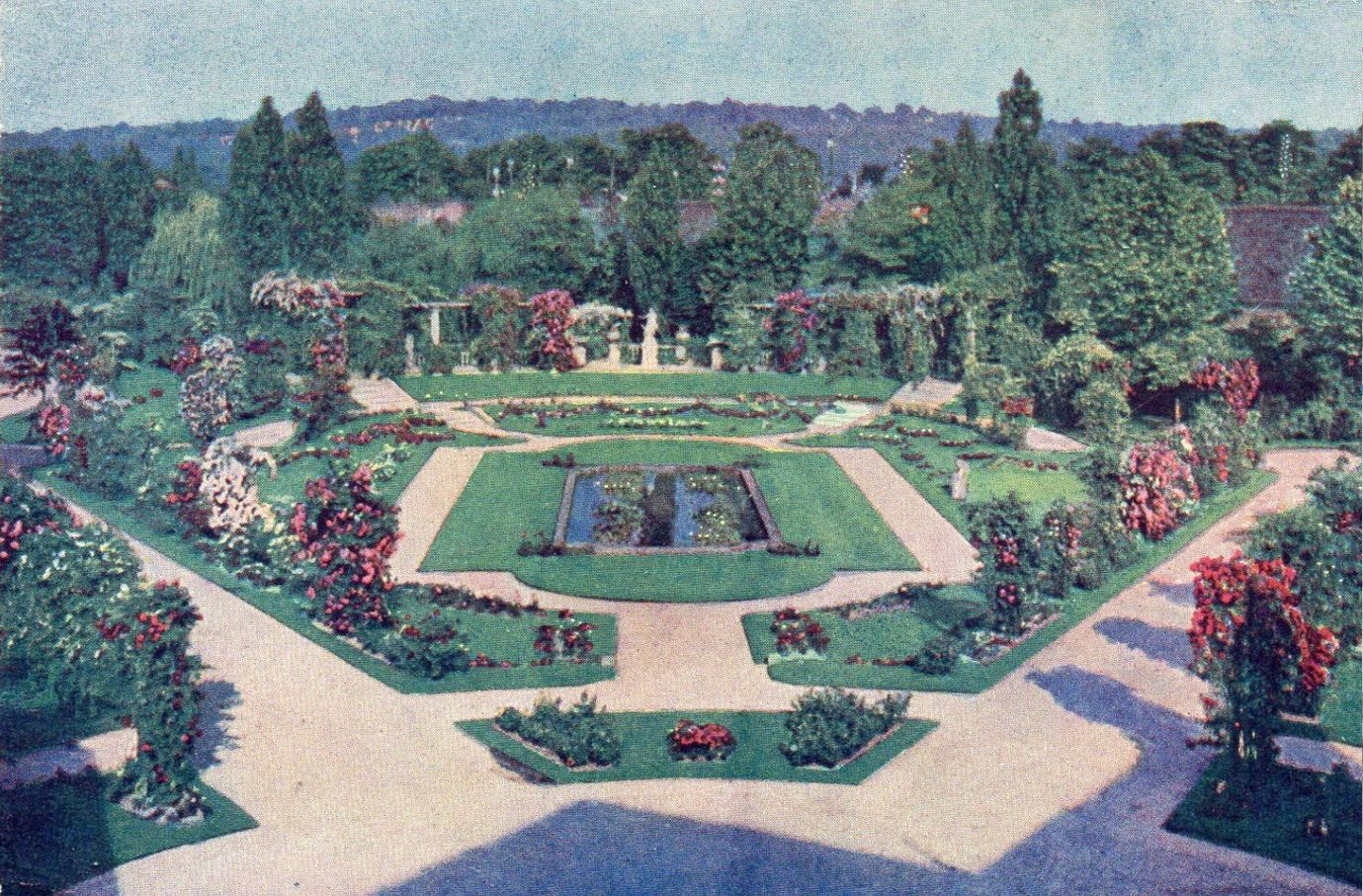
À l'emplacement où se dresse aujourd'hui une résidence de standing, se trouvait la Roseraie de Georges Truffaut.

Ce bourg s'est d'abord développé autour d'une ferme que l'on situe grossièrement aujourd'hui entre le square Lamôme et la rue Deroisin. L'urbanisation du lieu a pu réellement être engagée au début du XXe siècle, après l'abandon du champ de courses et le lotissement de terrains maraîchers appartenant à Jean Rémont, qui a laissé son nom à la plus longue rue du quartier. Les dernières activités industrielles ont été abandonnées au cours des années 1960 (une cheminée est encore visible depuis la rue Yves-Le-Coz), de même que l'activité horticole des jardineries Truffaut qui a laissé la place à une résidence de standing construite non loin de la gare RER C, La Roseraie. Porchefontaine accueille une large part des infrastructures sportives de Versailles, sur plusieurs dizaines d'hectares, le long de la rue Jean Rémont, où la quasi-totalité des sports peuvent être pratiqués. Un centre équestre reconnu nationalement complète l'ensemble et son manège olympique édifié en 1968 à la particularité d'avoir été l'un des premiers bâtiments en France à bénéficier d'une charpente de type lamellé-collé.
Pour accueillir les rapatriés d'Algérie une cité d'urgence, Les Grands-Chênes, est construite en préfabriqué, installée derrière le centre équestre et dont les quatre pavillons principaux ne furent démolis qu'en 1990. D'abord utilisés comme hébergement provisoire, ces locaux furent ensuite reconvertis en centre social, garderie et bibliothèque de quartier avant d'être définitivement rasés pour permettre la construction d'un centre sportif.
| - La rue de Viroflay, qui prendra par la suite le nom de rue Yves Le Coz, du nom d'un ancien maire de Versailles, au début du XXe siècle. Longtemps en mauvais état, cette rue ne sera viabilisée qu'en 1930. - Le lactarium de Versailles situé rue Yves Le Coz. Un élevage alimentait en lait frais les pouponnières du quartier. - Au Petit Poucet, situé rue de la Ferme (actuelle rue Coste), faisait hôtel et commerce de détail. |

### Évolution du quartier
Porchefontaine est aujourd'hui un quartier essentiellement résidentiel qui s'est progressivement embourgeoisé dans les années 1970 avec l'arrivée de jeunes cadres remplaçant progressivement la population ouvrière, à tel point que les prix des biens immobiliers sont parmi les plus élevés du département des Yvelines. Aujourd'hui, si l'essentiel des commerces est implanté dans les rues Coste, Albert-Sarraut et Yves-Le-Coz, ces derniers ont subi de profondes mutations, avec la disparition progressive de la plupart des bars-tabac et d'un grand nombre de commerces de bouche. Le cinéma de quartier Le Club, situé dans l'angle formé par la rue Coste et la rue Pierre Curie, a été démoli vers 1990 après quelques années de fermeture. Le quartier comprend aussi deux écoles primaires et maternelles dans les rues Pierre-Corneille et Yves-Le-Coz. Une résidence dénommée les Cisterciens a été construite dans les années 1960, rappelant la présence de cet ordre religieux sur le site et dont il ne reste plus que l'église abbatiale, proche de l'échangeur de l'autoroute A86 et transformée en surface commerciale. D'autres noms de rues du quartier, comme la rue des Moines ou celle des Célestins, témoignent encore de la présence passée des religieux à Porchefontaine.

## Vie artistique
Depuis mars 2005, à l'initiative du théâtre Montansier et de Jean-Daniel Laval, un chapiteau est implanté à l'intérieur du complexe sportif sur l'emplacement d'une piscine de  « type Tournesol ». La programmation est essentiellement axée sur le cirque et le théâtre pour les enfants. La direction artistique a été confiée à Carl Hallak qui s'associe, dès l'ouverture du lieu, à l'école de cirque Méli-Mélo, qui est chargée d'assurer les ateliers cirque proposés à l'année aux enfants. Le chapiteau participe activement au mois Molière, festival de théâtre de Versailles, en proposant des spectacles de jeunes compagnies comme La Mort accidentelle d'un anarchiste de Dario Fo, La Locandiera de Carlo Goldoni, par la Cie Les nomadesques, Les Errants de Côme de Bellescize, par le Théâtre du Fracas, Les Fables font leur cirque, dans une mise en scène cirque et théâtre ou 35 kilos d'espoir d'Anna Gavalda.

## Transports en commun
Le quartier est desservi par
- les lignes 6202 et 6208 du réseau de bus Grand Versailles ;
- les lignes 6122, 6123, 6124, 6179, 6180 et 6185 du réseau de bus de Vélizy Vallées ;
- et la ligne 171 du réseau de bus RATP.

Le quartier est également desservi par la gare de Porchefontaine sur la ligne RER C.